# Sync (Unix)
sync（意指Synchronize，即“同步”）为UNIX操作系统的标准系统调用，功能为将内核文件系统缓冲区的所有数据（也即预定将通过低级I/O系统调用写入存储介质的数据）写入存储介质（如硬盘）。
作为C语言的函数之一，sync()一般以void sync(void)的形式在unistd.h内声明。该函数也可以从命令行执行sync命令的方式调用，同时在其他程序语言（如Perl）中也有名字与之相似的函数。

## 相关调用
UNIX中还有一些与sync相似的系统调用，如fsync与fdatasync。其中fsync负责写入所有与特定文件描述符相关的缓冲区数据；fdatasync功能与fsync相似，但只负责写入文件中被变更的数据，而不会修改文件的元数据（如文件属性）。

## 在系统中的应用
UNIX内核常会运行一些诸如flush或update之类的守护进程以将缓冲区数据写入目标，而这些进程都要调用sync函数；在其他某些操作系统上这类任务由cron完成，而在Linux上负责者则为守护进程pdflush。在卸载或以只读权限重载文件系统时，系统也会将缓冲区内容写入存储介质。

## 数据库中的应用
在对数据进行修改操作（包括增、删、改）时，被修改的数据一般仅是暂存于基于内存的写入缓存，而当掉电时这些修改便会丢失；而为保证数据的持久性，数据库必须使用某些形式的sync，以确保修改的内容切实写入非易失性存储器，如PostgreSQL就使用了多种sync类调用（包括fsync与fdatasync）来达到这一目的。
但是，对于旋转寻道的硬盘来说，每次旋转只能完成一项“提交”操作以将客户端的修改写入，因此每秒最多只能完成几百次的“提交”操作；而若关闭fsync的限定来放宽要求，则可大幅提升性能，但同时也会带来系统崩溃后数据库损毁的潜在危险。有鉴于此，数据库也使用囊括最近修改信息的日志文件（一般比主题数据文件小得多）来保障可靠性：根据日志文件，系统管理员可以在系统崩溃后准确地重做修改操作，以此即可减少对主要数据文件的sync操作。

## 相关争议
在默认情况下，硬盘一般使用自有的易失性写入缓存以缓存要写入的数据。这一做法可以大幅提升性能，但同时也会带来写入操作丢失的潜在风险，不过开/关缓存的性能落差的确相当巨大，甚至连素来保守的FreeBSD社群为此也否决了在FreeBSD 4.3内默认关闭写入缓存（即是说，修改后直接调用sync写入硬盘）的提案。
另外，在Firefox引入fsync调用的目的以保证其内嵌的SQLite数据库的完整性后，便有人指出fsync降低了Firefox 3.0的性能；而Linux基金会的技术总监西奥多·周则在“Don't fear the fsync!”一文中讨论了fsync的性能表现，并表示“没有必要害怕fsync”。